# ويتني دونكان
ويتني دونكان (بالإنجليزية: Whitney Duncan)‏ هي كاتبة غنائية ومغنية أمريكية، ولدت في 3 أغسطس 1984.

## وصلات خارجية
- الموقع الرسمي
- ويتني دونكان على موقع IMDb (الإنجليزية)
- ويتني دونكان على موقع ميوزك برينز (الإنجليزية)
- ويتني دونكان على موقع ديسكوغز (الإنجليزية)